# Adam Willaerts

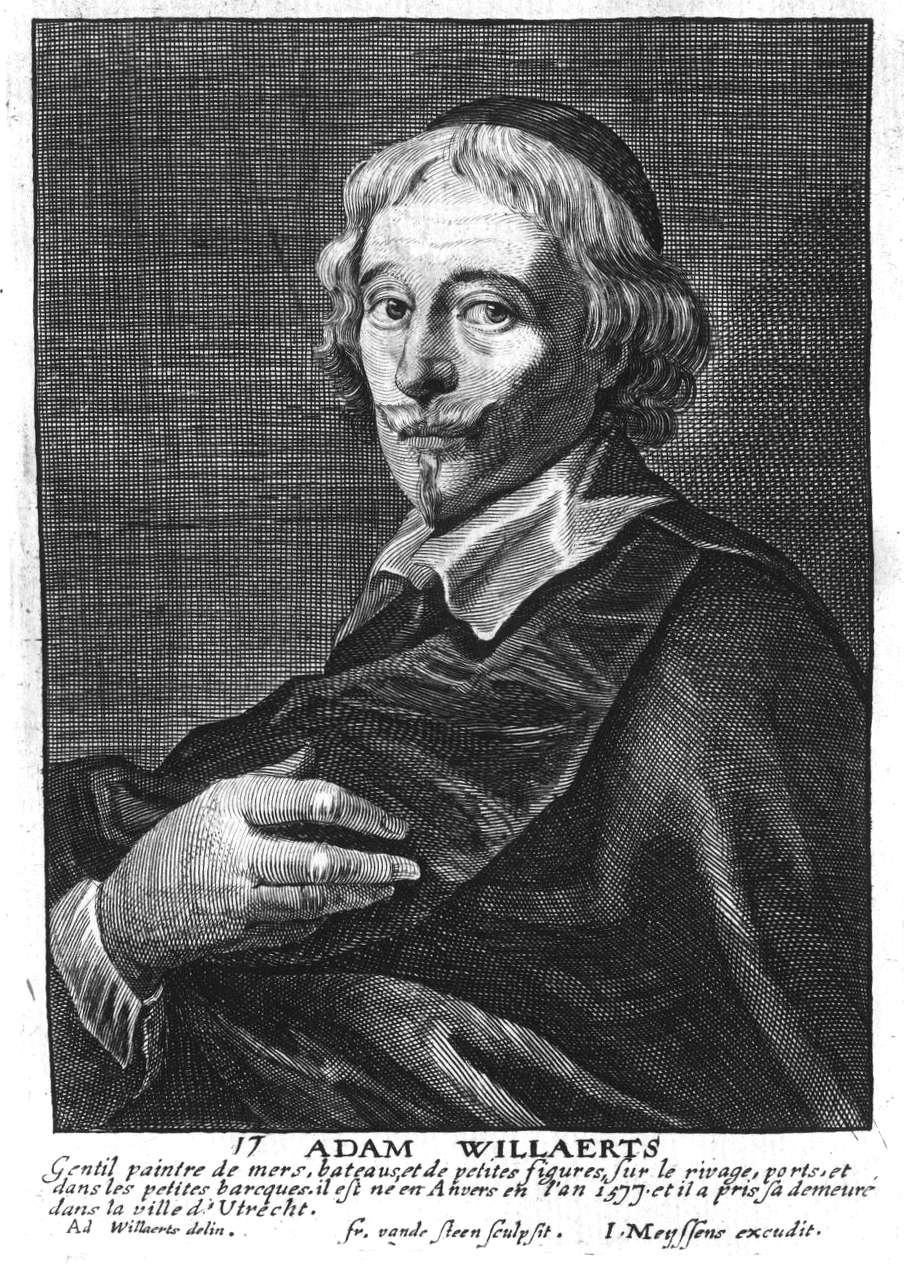
Portret van Adam Willaerts in Het gulden cabinet, 1662

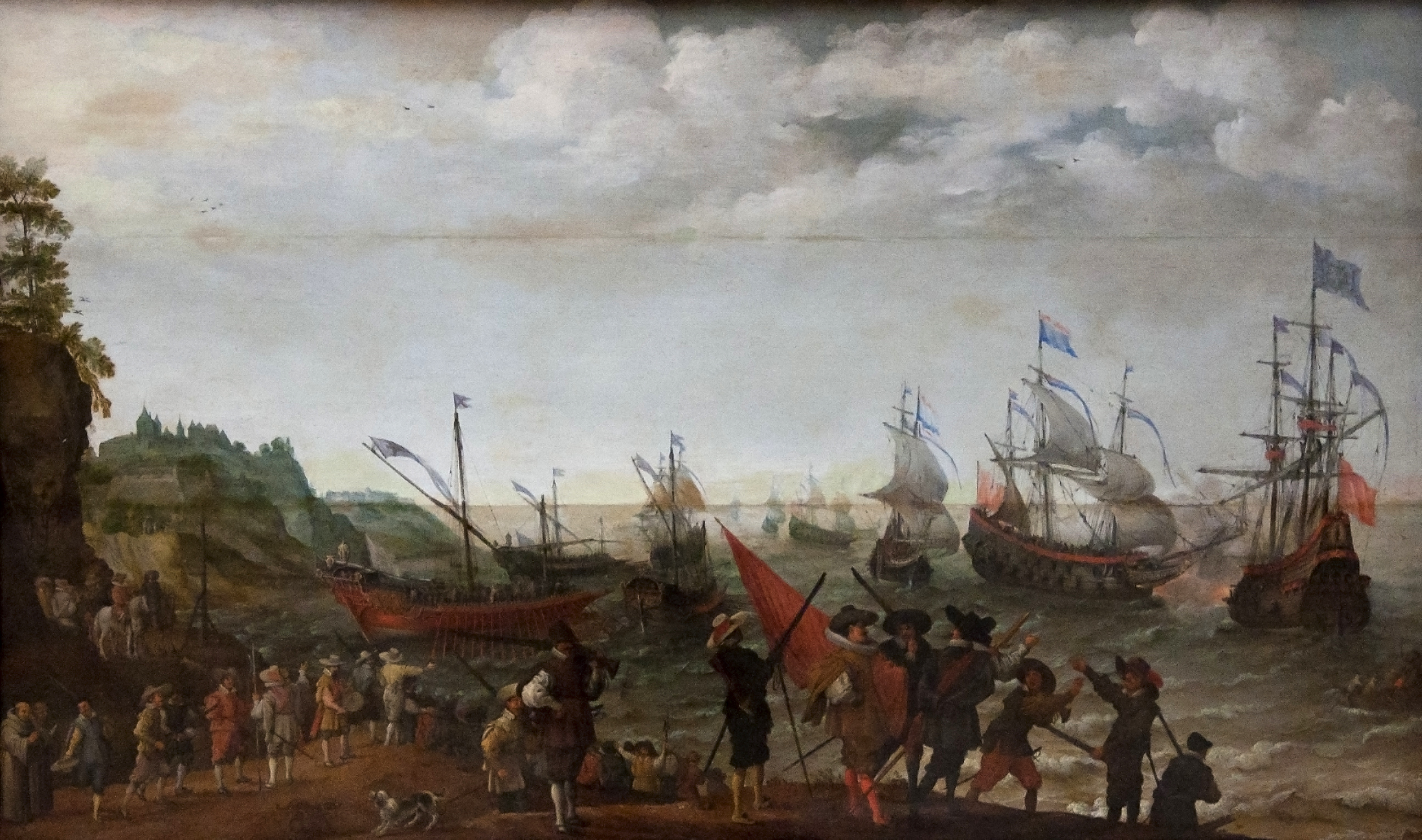
Zeegevecht tussen Hollandse en Engelse schepen, Koninklijke Musea voor Schone Kunsten van België, Brussel

Adam Willaerts (Londen, 21 juli 1577 - Utrecht, 4 april 1664) was een schilder van zeegezichten uit de Nederlanden.

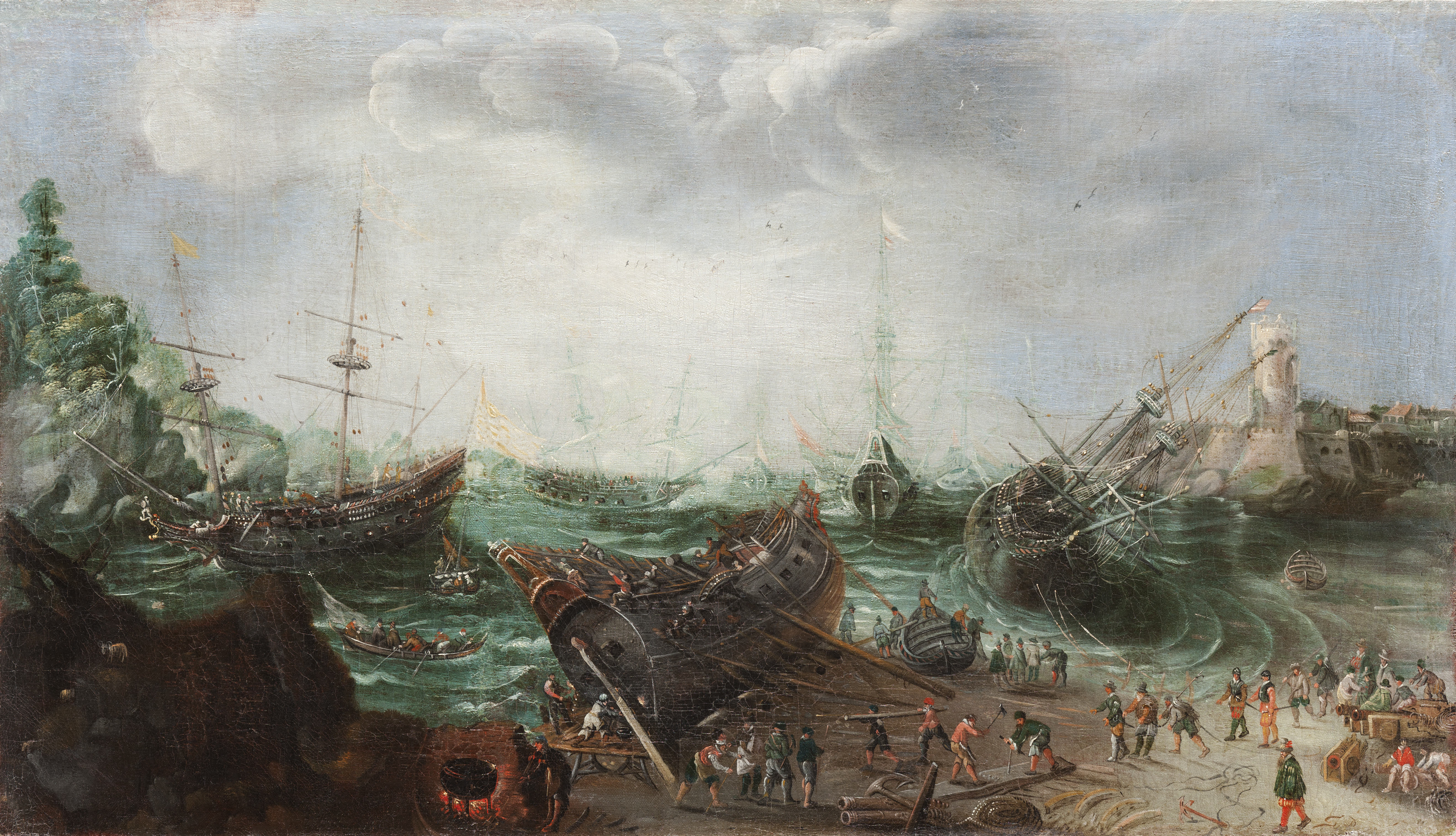
Haventafereel, 1615, Skokloster slott, Skokloster

## Leven
De ouders van Adam Willaerts verlieten hun woonplaats Antwerpen om godsdienstige en/of economische redenen en verhuisden naar Londen. Aldaar werd Adam in 1577 geboren; het gezin was in 1585 in Leiden woonachtig. Willaerts vestigde zich later (omstreeks 1602) in Utrecht, waar hij in 1605 huwde met Mayken Adriaens van Herwijck. Het paar kreeg drie zonen Cornelis, Abraham en Isaac, die allen in de voetstappen van hun vader traden en schilder werden. Willaerts was in 1611 medeoprichter van het Sint-Lucasgilde in Utrecht en bleef daarin actief. Onder de vele opdrachten is de bekendste die van de stad Dordrecht in 1626. Hij nam deel aan de decoratie van kasteel Kronborg in Denemarken. Willaerts bleef wonen en werken in Utrecht tot zijn dood in 1664.

## Werk
Willaerts legde zich toe op het schilderen van stads-, zee- en strandgezichten. Zijn composities in Vlaamse stijl zijn verhalend en fantasievol en volgen doorgaans de traditionele schilderij-indeling. Een evenwichtige verhouding tussen voorgrond, middenplan en achtergrond typeert zijn werk, evenals een traditioneel kleurenpalet en een schematische weergave van golven. Hij bleef die stijl trouw, ook toen het zeegezicht in Holland sterk evolueerde in de richting van een meer naturalistische uitbeelding van de zee en de schepen die erop voeren.